# Мясниковский район
Мяснико́вский райо́н (арм. Մյասնիկովի շրջան) — административно-территориальная единица (район) и муниципальное образование (муниципальный район) в составе Ростовской области, территория которой непосредственно примыкает к областному центру — городу Ростову-на-Дону. По переписи 2010 года 56,1% населения р-на составляют этнические армяне. Это единственный в России район, где армяне составляют более половины населения. Административный центр — село Чалтырь.
Относится к национальным районам.

## География
Территория района составляет 880 км². Район граничит с Аксайским, Азовским, Неклиновским, Родионово-Несветайским районами Ростовской области, а также с городом Ростов-на-Дону.
По территории района протекают следующие реки: Донской Чулек, Каменная балка, Лагутник, Мёртвый Донец, Мокрый Чалтырь, Морской Чулек, Старый Колодец, Сухой Самбек, Сухой Чалтырь, Темерник, Тузлов, Хавалы.

## История
Заселение армянами земель этого района относится к концу XVIII века. 9 марта 1778 года Екатерина II издала Указ на имя Григория Потёмкина, в то время правителя Новороссийской, Азовской и Астраханской губерний, согласно которому генерал–фельдмаршал граф Румянцев-Задунайский должен был переселить в Новороссийскую и Азовскую губернии крымских христиан (греков, грузин и армян), которые добровольно на это согласятся. 14 ноября 1779 года Екатерина II приняла Указ, которым принимала в российское подданство «Крымских Христиан Армянского закона всякого звания» и давала согласие на их переселение в Азовскую губернию «в округу крепости святого Димитрия Ростовского». Руководил переселением генерал-поручик А. В. Суворов. Первая партия переселенцев отправилась в путь 18 августа 1778 года, последняя, четвёртая партия — 18 сентября того же года. Всего, по данным ведомостей Суворова, Крым покинуло 12 598 армян. Переселение заняло 1,5 года, до нового местожительства добрались около двух третей переселенцев.
В 1780 году армяне выжившие после многомесячного длительного перехода прибыли на новое место жительства, основав город Нахичевань (с 1928 года объединившийся в один город с Ростовом-на-Дону) и пять сел: Чалтырь, Крым, Большие Салы, Султан-Салы и Несветай. Все эти села находятся на территории нынешнего Мясниковского района, образованного в 1926 году решением Большого Президиума Донисполкома, который постановил выделить из состава Аксайского района Армянский район, отвечающий непосредственному желанию армянского населения Донского округа, с административным центром в городе Нор Нахичеван и вышеназванными пятью армянскими сёлами. Район был назван в честь погибшего незадолго до того в авиационной катастрофе крупного политического и государственного деятеля большевистской партии, уроженца города Нор Нахичеван Александра Федоровича Мясникова (Мясникяна).
Датой образования Мясниковского района считается 10 мая 1926 года, когда состоялся первый районный учредительный съезд Советов.
С мая 1926 года по 1928 год центром района был город Нор Нахичеван. С конца 1928 года центром района было село Крым, а с сентября 1929 года и по сей день райцентром является село Чалтырь. В 1929 году в состав района был включён хутор Калинин. В 1933 году в состав района также включается Хапёрский сельский совет с хуторами Недвиговка, Хапры и Мокрый Чалтырь.
В 1963 году Мясниковский район был объединён с Неклиновским районом с райцентром в селе Покровское, а с 1965 года район вновь стал отдельной административно-территориальной единицей. В том же году в состав района включается Петровский сельский совет, ранее входивший в состав Неклиновского района.

### Великая Отечественная война
Во время Великой Отечественной войны территория Мясниковского района дважды, как и Ростов-на-Дону, подвергалась оккупации. 17 ноября 1941 года, при наступлении немцев на Ростов, на кургане Бербер-Оба под селом Большие Салы батарея Сергея Андреевича Оганова вступила в неравный бой с танками противника. Огановцы подбили 12 танков, не пропустив их на своем участке, но и сами погибли. Командиру батареи Сергею Оганову и комиссару Сергею Васильевичу Вавилову — армянину и русскому — было посмертно присвоено звание Героев Советского Союза, бойцы награждены орденами. Этот героический эпизод войны запечатлен в скульптурной композиции мемориала «Артиллерийский курган», воздвигнутого ростовчанами и жителями Мясниковского района в 1972 году на месте боя. Кроме «Артиллерийского кургана», на территории Мясниковского района имеется еще около 20 памятников героям Великой Отечественной войны. Один из наиболее оригинальных мемориалов павшим воинам открыт в селе Крым. Здесь, на плитах мемориального комплекса, высечены имена всех односельчан, павших на фронте. А в специально построенном здании, облицованном розовым туфом из Армении, представлены сотни фотографий не вернувшихся с войны жителей села. После освобождения района (в феврале 1943 года) началось его восстановление. Руку помощи протянули тогда мясниковцам жители Армении, приславшие технику, стройматериалы, денежные средства.

## Административное деление

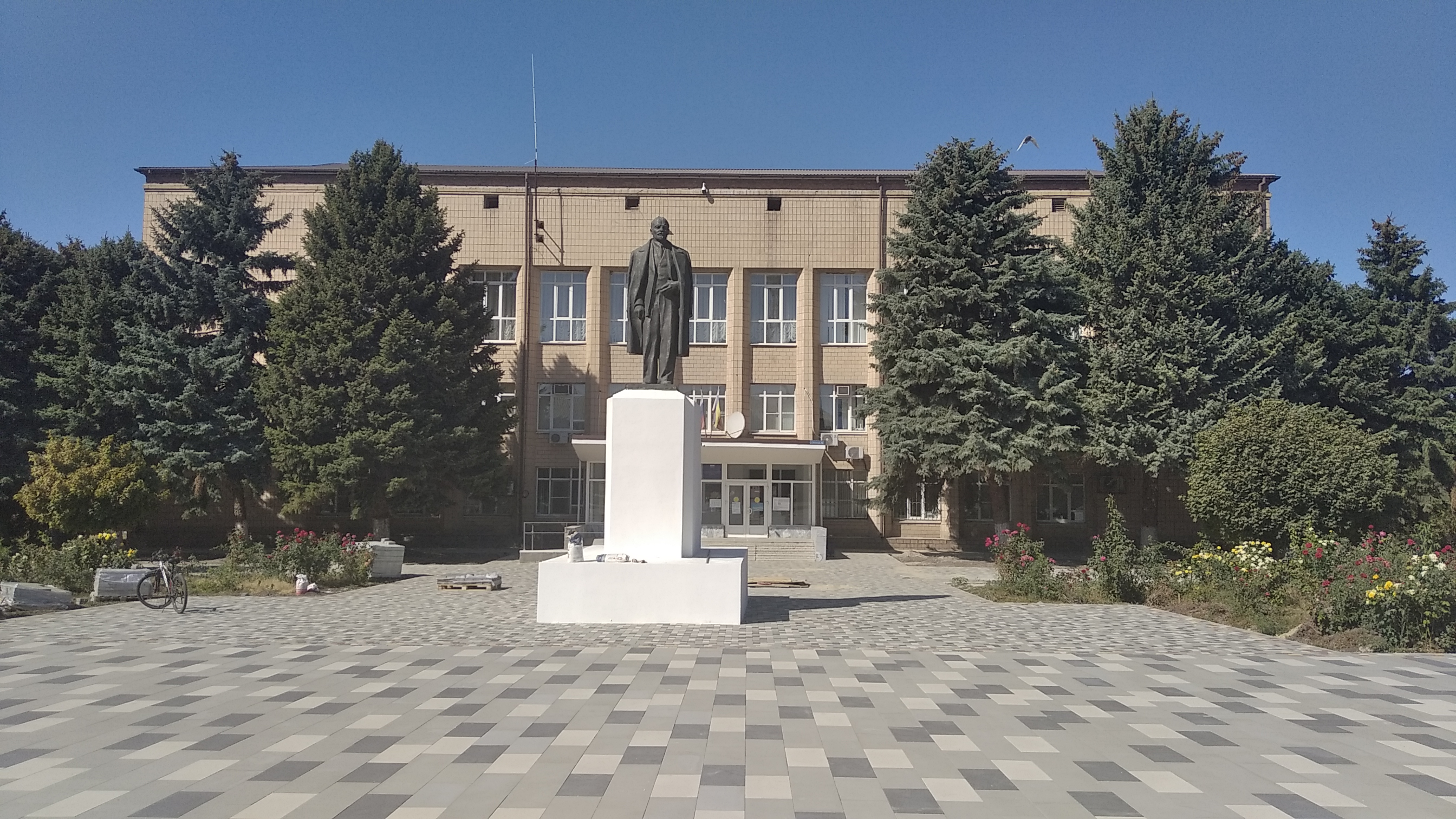
Здание администрации района

В состав Мясниковского района входят 7 сельских поселений, включающих 23 населённых пункта:
1. Большесальское сельское поселение (село Большие Салы, село Несветай)
2. Калининское сельское поселение (хутор Калинин)
3. Краснокрымское сельское поселение (хутор Красный Крым, хутор Ленинаван, хутор Ленинакан, село Султан-Салы)
4. Крымское сельское поселение (село Крым)
5. Недвиговское сельское поселение (хутор Недвиговка, хутор Весёлый, хутор Хапры, посёлок Щедрый)
6. Петровское сельское поселение (слобода Петровка, село Александровка 2-я, хутор Баевка, село Валуево, село Калмыково, село Карпо-Николаевка, хутор Савченко, хутор Стоянов, хутор Чкалова)
7. Чалтырское сельское поселение (село Чалтырь, хутор Мокрый Чалтырь)

## Население
| 2002    | 2009    | 2010    | 2011    | 2012    | 2013    | 2014    | 2015    | 2016    |
| ------- | ------- | ------- | ------- | ------- | ------- | ------- | ------- | ------- |
| 37 690  | ↗41 134 | ↘39 631 | ↗39 649 | ↗40 328 | ↗41 252 | ↗42 310 | ↗43 583 | ↗44 661 |
| 2017    | 2018    | 2019    | 2020    | 2021    |         |         |         |         |
| ↗45 689 | ↗46 777 | ↗47 844 | ↗49 204 | ↗52 046 |         |         |         |         |

Национальный состав

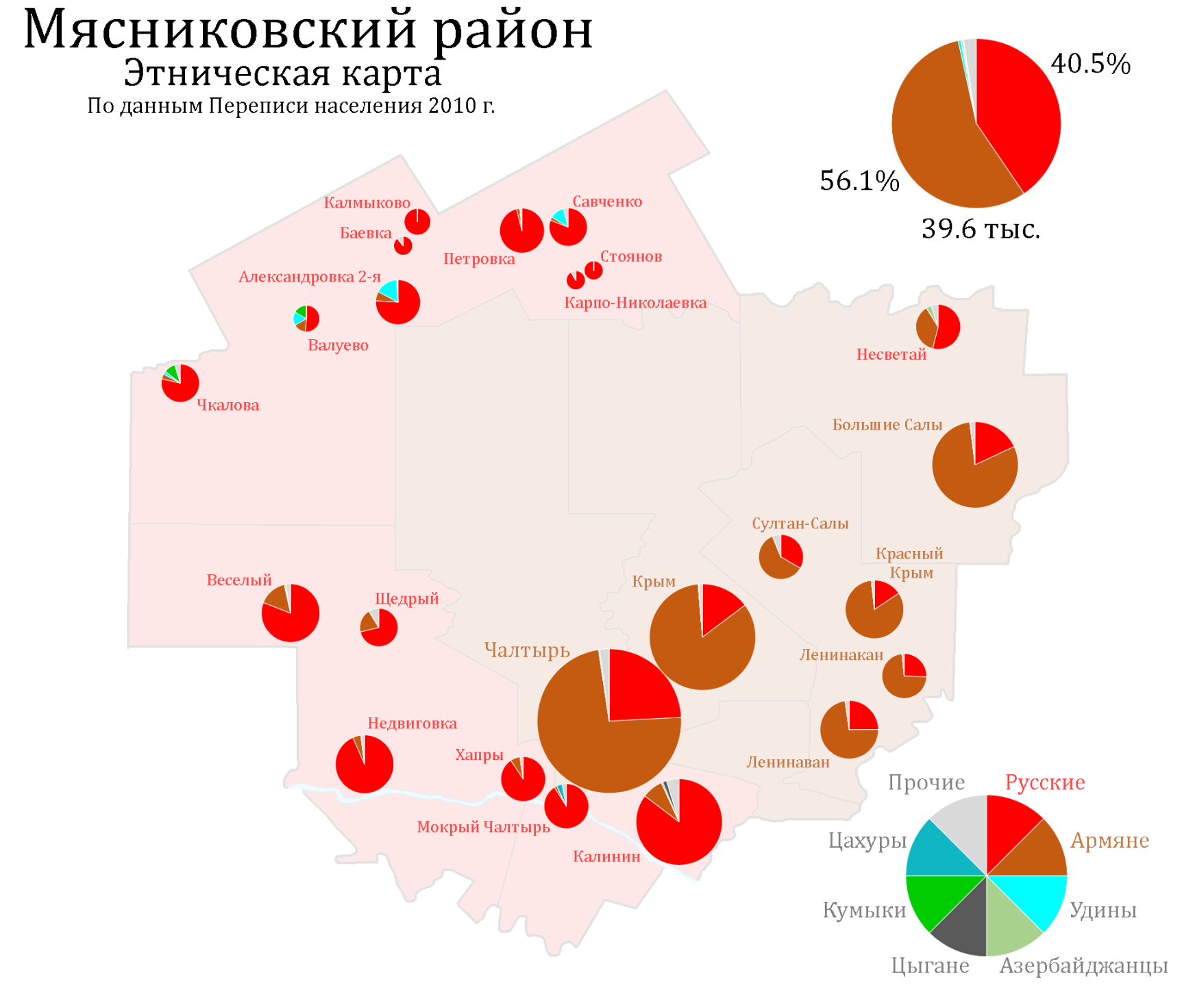
Этническая карта Мясниковского района по каждому населённому пункту, перепись 2010 г.

Население района составляет около 37,4 тысяч человек (по данным переписи 2002 года). Большинство населения (около 56,1 %) составляют армяне. Около 40% — русские и 4% — прочие. Всего в районе проживают представители около 20 национальностей. Это единственный в России район, где армяне составляют более половины населения. Армяне компактно проживают в сёлах Чалтырь, Крым, Большие Салы, Султан-Салы, Несветай и др. Говорят на нор-нахичеванском диалекте западноармянского языка, что отличает их от восточно-армянского языка прочих групп армян России.
По итогам переписи населения 2020 года проживали следующие национальности (национальности менее 0,1 % и другое см. в сноске к строке «Другие»):
| Национальность | Численность, чел. | Доля     |
| -------------- | ----------------- | -------- |
| Русские        | 24 125            | 49,25 %  |
| Армяне         | 23 605            | 48,19 %  |
| Украинцы       | 161               | 0,33 %   |
| Азербайджанцы  | 86                | 0,18 %   |
| Удины          | 82                | 0,17 %   |
| Грузины        | 62                | 0,13 %   |
| Другие         | 863               | 1,75 %   |
| Итого          | 48 984            | 100,00 % |

## Экономика
Сегодня Мясниковский район — один из наиболее экономически крепких на Дону. Здесь хорошо развиты земледелие, овощеводство и животноводство. Основу экономики Мясниковского района составляет именно сельское хозяйство. В этой сфере работает большинство трудоспособного населения, действуют 8 крупных сельхозпредприятий и более 500 крестьянских (фермерских) хозяйств. Большинство произведенной здесь сельхозпродукции потребляется жителями Ростова-на-Дону и других крупных городов Ростовской области.

### Транспорт
Через район проходит федеральная автомобильная дорога «Воронеж—Ростов-на-Дону—Мариуполь» и железная дорога со станцией Хапры, связывающая Ростов-на-Дону и Таганрог. Все населённые пункты района связаны с райцентром дорогами с твёрдым покрытием. Организованы автобусные сообщения между сёлами района и городом Ростов-на-Дону.

## Достопримечательности
Историко-этнографический музей Мясниковского района.

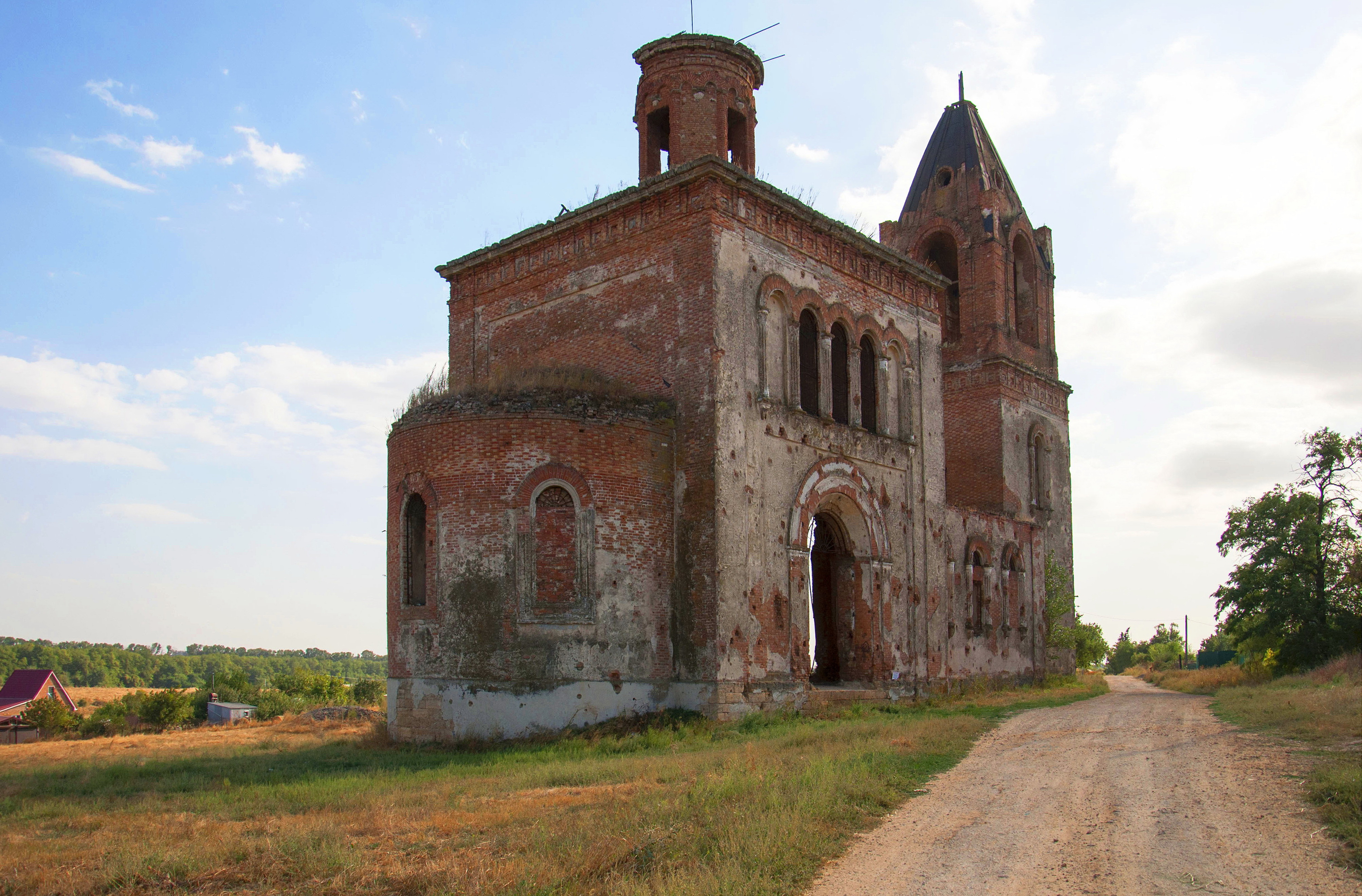
Армянская апостольская церковь Сурб-Кеворк (Святого Георгия Победоносца) в селе Султан Салы

В Мясниковском районе имеется целый ряд туристических объектов федерального значения. Широко известен археологический музей-заповедник «Танаис»: древний античный город Танаис, существовавший здесь в III веке до нашей эры — V веке нашей эры, входил в Боспорское государство. Усилиями археологов здесь раскопаны оборонительные стены, жилые кварталы, башни, ворота. Наиболее интересные находки представлены в музейной экспозиции, открытой в 1961 году. Можно побывать и непосредственно на месте раскопок. На территории музея — заповедника оборудована оригинальная, стилизованная под старину, сценическая площадка, где на открытом воздухе проводятся театральные спектакли и поэтические праздники.
Ещё один музей находится в небольшом поселке Чкалова, на границе Мясниковского и Неклиновского районов. Здесь сохраняется память о великом армянском живописце, уроженце района Мартиросе Сергеевиче Сарьяне. Детские годы мальчик провел в маленьком сельском домике, где и создан ныне мемориальный музей.
В апреле 2019 года в хуторе Калинин открылся музей «Донская рыба», в экспозиции которого представлены чучела рыб, обитающих в водоемах региона, орудия лова, фотографии-свидетельства рыбного промысла на рыбоводном комбинате хутора в 50-60-е годы XX века.
Памятники архитектуры — старинные церкви — имеются в селах Большие Салы, Султан Салы и Несветай. Все они требуют капитальных реставрационно-восстановительных работ, которые находятся на предварительной стадии.
В районе есть культурные памятники регионального значения. К ним относятся:
- Церковь Аствацацин, памятник на артиллерийском кургане в честь героев битвы за Ростов-на-Дону в 1941 году — в селе Большие Салы;
- Скульптурный памятник артиллеристам батареи Огановас у села Большие Салы;
- Церковь Сурб-Аменапркич в селе Крым;
- Церковь Успения Богородицы в хуторе Недвиговка[25]. Церковь строилась с 1905 по 1915 год. Архитектор — С. И. Васильев;
- Церковь Сурб-Карапет в селе Несветай;
- Церковь Сурб-Кеворк в хуторе С. Салы;
- Усадебный дом Сущенкова и Каптажные сооружения в Учебно-опытном хозяйстве РГУ	;
- Церковь Сурб-Амбарцум в селе Чалтырь;
- Хачкар (Крест-камень) «Хачалутюн» и Хачкары-надгробия старого армянского кладбища в селе Чалтырь;
- Крепость Лютик — расположена в месте слияния рек Лютик и Мертвый Донец. Крепость сооружена по приказу крымского хана в 1660 году для защиты дельты реки Дон от русских речных судов. Крепость строилась турками, татарами, венграми, русскими пленными. Крепость была квадратной формы 40*40 метров со рвом и высокими башнями. Внутри крепости были построены  жилые постройки для гарнизона и мечеть. Железная цепь огораживала реку от пропдывающих лодок.

Два раза предпринимались попытки штурма крепости: отрядом казаков в 1661 году и русскими войсками - в 1686 году. Обе попытки штурма были неудачными. После освобождения Крыма от турок крепость Лютик утратила своё значение и была заброшена. 
В настоящее время крепость передана археологическому музею Танаис.
- Памятник природы Тузловские склоны - участки байрачных лесов.

На территории района находится комплексный памятник природы регионального значения природный парк «Донской» —  участок «Дельта Дона».